# Johann Christian Gerber
Johann Christian Gerber (* 19. November 1785 in Hannover; † 3. Mai 1850 in Oldenburg (Oldb)) war ein deutscher Theaterschauspieler, -leiter und Opernsänger (Bariton).

## Leben

### Frühe Jahre
Gerber, der schon früh schauspielerische Neigungen zeigte, sollte eigentlich auf Wunsch der Eltern Chirurg werden. Dazu wurde er auch 1800 Schüler des Hannoverschen Hofchirurgen Christian Friedrich Stromeyer. Doch nach zwei Jahren ging er heimlich nach Braunschweig, um Schauspieler zu werden. Dort wurde er allerdings von einem Schauspielzettel, der „Die Gefahren der Jugend“ ankündigte, derart erschreckt, dass er reumütig heimkehrte und seine Studien fortsetzte.
1803 jedoch, als ein Mitglied des Hannoveraner Theater erkrankt war, bot er sich dem Direktor als Ersatz an und debütierte erfolgreich als „Graf Schmetterling“ in Die Jagd von Christian Felix Weiße. Nun brach er sein Medizinstudium endgültig ab und schloss sich einer der vielen wandernden Schauspielertruppen an, mit der er in Lemgo und Lippstadt auftrat. Seine schauspielerische Begabung und die Verwendbarkeit als Sänger in Opern- und Singspielaufführungen verschafften ihm bald kürzere oder längere Engagements an verschiedenen Theatern. So kam er zunächst in Magdeburg unter. Dort hatte er Gelegenheit seine Stimme auszubilden und wechselte 1806 in eine nicht unbedeutende Stellung in Stettin. Von 1807 bis 1812 war er am Hamburger Stadttheater (Debüt: „Heinrich“ in Der Graf von Burgund) und stand dort in der Gunst des Theaterdirektors Friedrich Ludwig Schröders. Die Kriegswirren im Zuge der Hamburger Franzosenzeit vertrieben Gerber von dort und er nahm ein Engagement in Hannover an. Anschließend war er von 1819 bis 1825 in Braunschweig als Opernsänger, Bonvivant, Liebhaber und Held tätig. Von 1825 bis 1831 war er in Kassel und von 1831 bis 1833 in Bremen, wo er auch die Direktion des Stadttheaters übernahm.

### Tätigkeit in Oldenburg
Um sich zusätzliche Einnahmequellen zu sichern, schlug Gerber in Anlehnung an einen schon seit Jahren diskutierten Plan im Juni 1832 vor, mit seinem Ensemble regelmäßige Aufführungen in Oldenburg in einer Art „Filialanstalt“ des Bremer Theaters zu veranstalten. Der oldenburgische Schriftsteller und Kabinettssekretär Ludwig Starklof unterstützte diese Pläne und sorgte für die Errichtung eines hölzernen Saalbaus, in dem im Februar 1832 das Theater in Oldenburg eröffnet wurde. Anfangs konnte sich die Theaterkombination Oldenburg-Bremen als eine einleuchtende und vernünftige Lösung darstellen. Die Praxis zeigte dann allerdings schnell, dass diese Lösung nur mit enormen organisatorisch-technischen Schwierigkeiten durchführbar war und wirtschaftlich nicht vertretbare Betriebskosten zur Folge hatte. Starklof, der diese Verbindung ohnehin nur als Übergangslösung betrachtete, traf schon bald Vorbereitungen für die Schaffung eines von Bremen unabhängigen Theaters. Als Gerber im November 1834 die Leitung der Bremer Bühne niederlegen musste, weil er die Gagen seiner Schauspieler nicht mehr bezahlen konnte, hatte Starklof sein Ziel erreicht. Gerber übersiedelte nach Oldenburg und übernahm unter der Oberleitung Starklofs, der als eine Art Intendant fungierte, die Direktion des Theaters. Außerdem führte er auch Regie und trat als vielseitig einsetzbarer Schauspieler auf. Im gesellschaftlichen leben der Residenzstadt Oldenburg wurde Gerber schnell integriert. Seit 1818 Freimaurer in der Loge Zum schwarzen Bär in Hannover, wurde er 1842 der oldenburgischen Loge Zum goldenen Hirsch affiliert und war auch Mitglied der von Theodor von Kobbe gegründeten Kneipgesellschaft Schwarzauge. Gerber, der mehr Schauspieler als Manager war und dazu neigte, über einer guten Rolle seine organisatorischen Aufgaben zu vernachlässigen, kränkelte seit Ende der 1830er Jahre und musste sich 1842 infolge eines Schlaganfalls ganz vom Theater zurückziehen, da dieser ihn seiner Stimme beraubte, die – trotz intensiver Bemühungen – nicht wiederhergestellt werden konnte. Der Ton blieb hart und stotternd, er war somit nicht mehr für die Bühne geeignet und nahm seinen Abschied. Ein neuerlicher Nervenschlag setzte seinem Leben am 3. Mai 1850 ein Ende.

### Familie
Gerber war seit 1806 verheiratet mit der später auch in Oldenburg auftretenden Schauspielerin Warnick, einer Tochter des Hoftheaterfriseurs Johann Friedrich Warnick (1768–1861). Das Ehepaar hatte zehn Kinder, von denen die Tochter Fanny Lanz ebenfalls Schauspielerin wurde und längere Zeit am oldenburgischen Theater engagiert war.

## Wertung
Im Großen Biographischen Lexikon der Deutschen Bühne im XIX. Jahrhundert wird Gerbers künstlerische Leistung wie folgt bewertet:

„Gerber fand an allen Theatern, an welchen er tätig war, sowohl als Sänger wie auch als Darsteller, Gefallen. Für chevalereske Rollen war er mit seltenen Mitteln ausgestattet und besonders war es seine Vielseitigkeit; er sang und spielte mit gleicher Vortrefflichkeit, um die ihn mancher Kollege beneiden konnte.“